# Giro di Lombardia 2013
107. edycja wyścigu kolarskiego Giro di Lombardia odbyła się w dniu 6 października 2013 roku i liczyła 251 km. Start tego klasycznego wyścigu znajdował się w Bergamo a meta w Lecco. Wyścig ten figurował w rankingu światowym UCI World Tour 2013 i był przedostatnim wyścigiem w 2013 roku tego cyklu.
W wyścigu wystartowało czterech polskich kolarzy - Michał Kwiatkowski z Omega Pharma-Quick Step, Maciej Paterski z Cannondale, Rafał Majka z Team Saxo Bank-Tinkoff Bank oraz Bartosz Huzarski w barwach ekipy Team NetApp - Endura.
Rafał Majka zajął 3. miejsce natomiast Bartosz Huzarski 24. Pozostali polscy kolarze nie ukończyli wyścigu.

## Uczestnicy
Na starcie tego klasycznego wyścigu wystartowało 25 ekip, dziewiętnaście drużyn jeżdżących w UCI World Tour 2013 i sześć zespołów zaproszonych przez organizatorów z tzw. "dziką kartą".
Lista drużyn uczestniczących w wyścigu:
| Numery  | Kod | Zespół             |
| ------- | --- | ------------------ |
| 1-8     | KAT | Team Katusha       |
| 11-18   | ALM | Ag2r-La Mondiale   |
| 21-28   | AND | Androni Giocattoli |
| 31-38   | AST | Pro Team Astana    |
| 41-48   | BEL | Belkin             |
| 51-58   | BMC | BMC Racing Team    |
| 61-68   | CAN | Cannondale         |
| 71-78   | COL | Colombia           |
| 81-88   | EUS | Euskaltel-Euskadi  |
| 91-98   | FDJ | FDJ                |
| 101-108 | GRS | Garmin-Sharp       |
| 111-118 | IAM | IAM Cycling        |

| Numery  | Kod | Drużyna                 |
| ------- | --- | ----------------------- |
| 121-128 | LAM | Lampre-Merida           |
| 131-138 | LTB | Lotto-Belisol           |
| 141-148 | MOV | Movistar Team           |
| 151-158 | MTN | MTN-Qhubeka             |
| 161-168 | OPQ | Omega Pharma-Quick Step |
| 171-178 | OGE | Orica-GreenEDGE         |
| 181-188 | RLT | RadioShack-Leopard      |
| 191-198 | SKY | Sky Procycling          |
| 201-208 | ARG | Argos-Shimano           |
| 211-218 | EUC | Team Europcar           |
| 221-228 | TNE | Team NetApp - Endura    |
| 231-238 | TST | Team Saxo-Tinkoff       |
| 241-248 | VCD | Vacansoleil-DCM         |

## Wyniki wyścigu
| Miejsce | Zawodnik           | Państwo   | Drużyna                 | Czas       |
| ------- | ------------------ | --------- | ----------------------- | ---------- |
| 1.      | Joaquim Rodríguez  | Hiszpania | Team Katusha            | 6h 10' 18" |
| 2.      | Alejandro Valverde | Hiszpania | Movistar Team           | + 17"      |
| 3.      | Rafał Majka        | Polska    | Team Saxo-Tinkoff       | + 23"      |
| 4.      | Daniel Martin      | Irlandia  | Garmin-Sharp            | + 45"      |
| 5.      | Enrico Gasparotto  | Włochy    | Pro Team Astana         | + 45"      |
| 6.      | Daniel Moreno      | Hiszpania | Team Katusha            | + 55"      |
| 7.      | Pieter Serry       | Belgia    | Omega Pharma-Quick Step | + 55"      |
| 8.      | Franco Pellizotti  | Włochy    | Androni Giocattoli      | + 55"      |
| 9.      | Ivan Santaromita   | Włochy    | BMC Racing Team         | + 55"      |
| 10.     | Robert Gesink      | Holandia  | Belkin                  | + 55"      |